# Алонсо Луїс Фернандес де Луго
Алонсо Луїс Фернандес де Луго-і-Еррера (ісп. Alonso Luis Fernández de Lugo y Herrera; 1506 — 15 жовтня 1556) — іспанський конкістадор, член ордена Сантьяго, губернатор Боготи і капітан-генерал Нового королівства Гранада (сучасна Колумбія).

## Біографія
Алонсо де Луго був одним із перших завойовників сучасної Колумбії. Втім він намагався приписати собі досягнення своїх попередників Гонсало Хіменеса де Кесади та його брата Ернана Переса. Зрештою він здобув собі титул губернатора Нового Королівства Гранада, завоювавши долину Ібаге та заснувавши міста Момпос і Токаїма.
На посту капітан-генерала Алонсо де Луго вдавався до численних зловживань владою, зокрема утискав місцеве населення та змушував їх працювати, фактично перетворюючи на рабів. Його злочини були задокументовані, тому, остерігаючись помсти, був змушений утекти з Нового Королівства Гранада 1544 року.
Дорогою до Європи, в Гавані, його було ув'язнено, втім він зміг звільнитись, підкупивши суддю. Після прибуття до Іспанії, його звинуватили у зловживаннях та переслідуванні Гонсалеса де Рендона, проте покарання для нього було незначним, оскільки він зберіг звання та власні війська. Все ж де Луго був змушений виїхати на Майорку, а звідти — до Італії, де продовжував займатись військовою справою.
Помер восени 1556 року в Мілані.